# Ebersbach (bei Döbeln)
Ebersbach es un pequeño municipio del Distrito de Sajonia Central, en Sajonia (Alemania) con una población de 1148 habitantes. El municipio se sitúa al sur de la capital (Döbeln). A Ebersbach se llega por la carretera B-169.

## Localidades
Las siguientes localidades pertenecen a su término:
- Ebersbach
- Neugreußnig
- Mannsdorf
- Neudorf

- Datos: Q554706
- Multimedia: Ebersbach (Döbeln) / Q554706